# 愛州
愛州，越南古代的州。
南朝梁普通四年（523年）置，治所在移风县（今越南清化省清化市西北）。隋朝移治九真县（今越南清化省清化市一带）。大业三年（607年）改为九真郡。唐朝武德五年（622年）复为爱州。调露后属安南都护府。領九真等七個縣。總章二年（669年），置福祿州，亦曰福祿郡，至德二載（757年）改為唐林郡，領柔遠等三個縣。
辖境相当今越南清化省。五代南汉后地入交趾。明朝永乐五年（1407年）复有其地，属清化府。宣德二年（1427年）地入安南。
愛州刺史
- 窦德明（贞观初年）
- 路文昇（贞观初年）
- 柳奭（655年）
- 褚遂良（657年—658年）
- 敬彦琮（唐高宗时）
- 贺若震（695年）
- 裴惟岳（武周时）
- 甯达（神龙初年）
- 徐元贵（开元年间）
- 杜英□（唐德宗时）
- 张丹（828年）
- 韦公干（大和初年）
- 张归弁（唐昭宗时）[2]